# Béni Messous

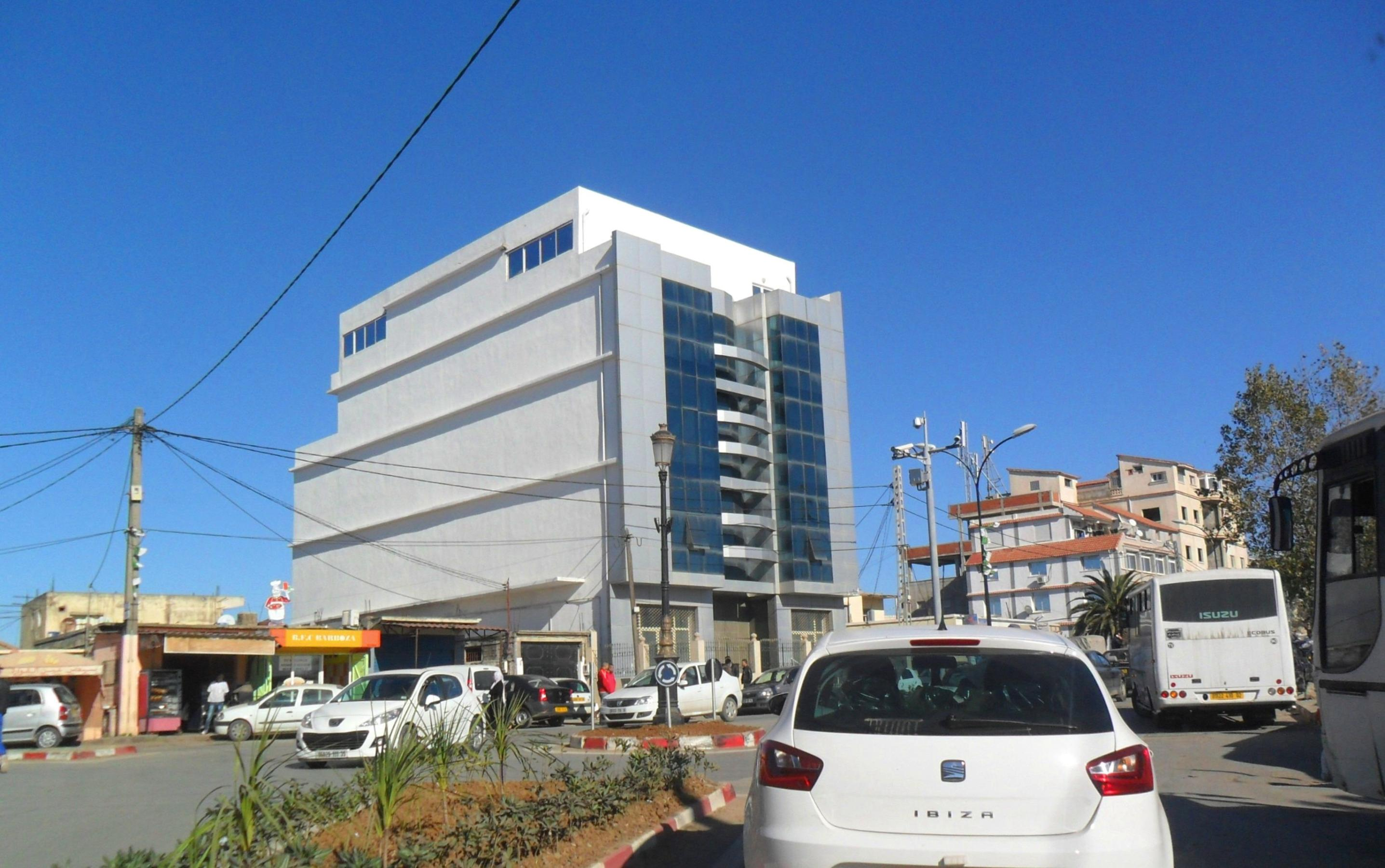
Beni Messous

Beni Messous (em árabe: بني مسوس) é uma comuna localizada na província de Argel, no norte da Argélia. Sua população era de 36 191 habitantes, em 2008.